# Mikel Laboa
Mikel Laboa Mantzizidor (San Sebastián, 15 de junio de 1934-San Sebastián, 1 de diciembre de 2008) fue uno de los más importantes cantautores en euskera del final del siglo xx. 
Considerado como el patriarca de la música vasca, su música ha influido a las generaciones más jóvenes. Prueba de ello es el disco homenaje Txerokee, Mikel Laboaren Kantak, editado en 1991 por varios grupos jóvenes de rock y folk. Su álbum Bat-Hiru («Uno-Tres», en español) fue elegido en el El Diario Vasco por votación popular como el mejor álbum vasco de la historia.

## Biografía
Nacido en San Sebastián en 1934, sin embargo pasó casi dos años de su niñez en la localidad vizcaína de Lequeitio. En la década de los años 50 estudió Medicina y Psiquiatría en Pamplona y combinó siempre su carrera artística con la de médico, desarrollada fundamentalmente en la unidad de Neuropsiquiatría Infantil del Patronato San Miguel de San Sebastián, en la que trabajó casi veinte años. 
Durante su etapa de estudiante se interesó en la música influido por artistas como Atahualpa Yupanqui y Violeta Parra. Laboa se identificaría a sí mismo con el rol de «artista político» en la línea de los citados. Debutó en el Teatro Gayarre de Pamplona en 1958. 
Durante la década de 1960 fundó junto con otros artistas vascos el grupo cultural Ez Dok Amairu (No Hay Trece, haciendo uso de dicho número como referencia a la mala suerte), que buscaba revitalizar desde diversos ámbitos la cultura vasca, muy reprimida durante la dictadura franquista. Hicieron especial hincapié en la recuperación y dignificación de la lengua vasca. Dentro de ese grupo y en el plano musical Laboa emergió, junto con Benito Lertxundi, como máximo exponente de la denominada «Nueva Canción Vasca».
Su música puede ser definida como una combinación de tradición, poesía y experimentalismo, al estilo de los cantautores de las décadas de los 60 y 70, pero dotado de un fuerte toque personal y una voz muy particular. Su obra combina viejas canciones populares reinterpretadas con un estilo más moderno, poesías musicadas de autores como Bertolt Brecht y composiciones propias. Mención aparte merecen sus Lekeitioak, canciones experimentales a base de gritos y sonidos onomatopéyicos que se anticipan en muchos años a sonidos de Björk y otros cantantes vanguardistas de finales del siglo xx.
Algunas de sus canciones se han convertido ya en clásicos populares que forman parte del folclore vasco, especialmente el Txoria txori ('El pájaro (es) pájaro', en castellano), quizá su canción más conocida, que ha llegado a ser interpretada por Joan Báez y el eurovisivo Salvador Sobral con su letra original en euskera. Hay otra versión orquestal de esta canción, en la que colaboraron tanto el Orfeón Donostiarra como la Joven Orquesta de Euskal Herria (Euskal Herriko Gazte Orkestra). Otras canciones destacadas son Gure hitzak (Nuestras palabras), Haika mutil y Baga, biga, higa (en colaboración con el Orfeón Donostiarra).

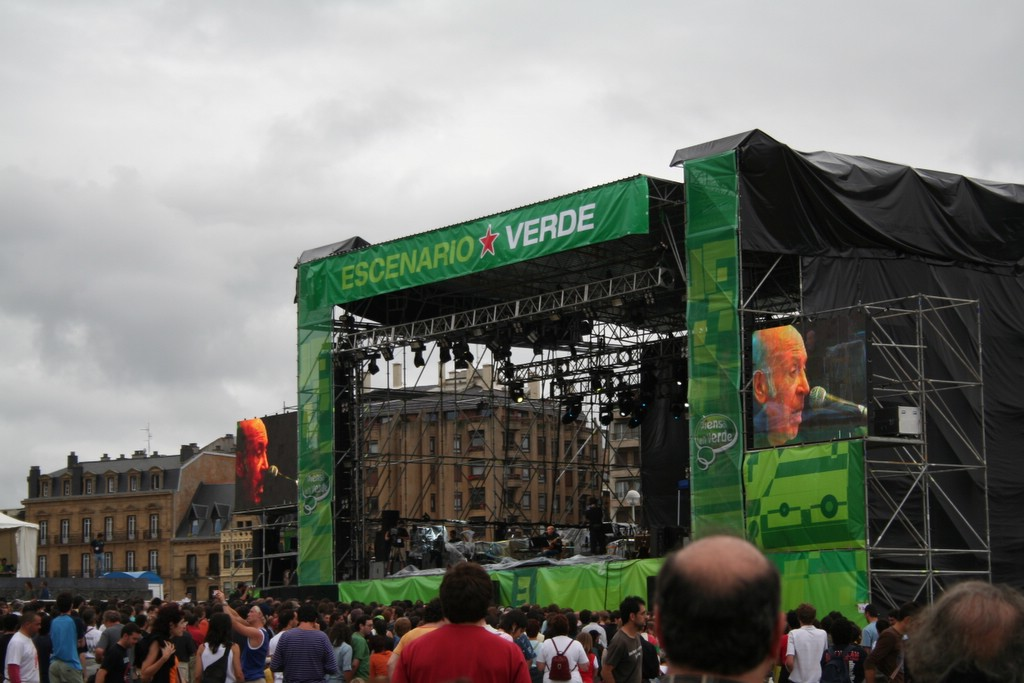
Último concierto de Mikel Laboa; 11 de julio de 2006 en San Sebastián.

Alcanzó 35 años de actividad creadora y siguió en activo casi hasta el final, cuando su delicada salud le alejó de los escenarios. Colaboraba habitualmente con el músico de jazz Iñaki Salvador y trabajó con el Orfeón Donostiarra y con grupos orquestales del País Vasco. Algunas de sus canciones más conocidas se incluyeron en la película La pelota vasca de Julio Médem. El 11 de julio de 2006 ofreció su última actuación, teloneando a Bob Dylan en un Concierto por la Paz que se celebró en la ciudad de San Sebastián.
Los títulos de sus LP están numerados. Esta costumbre comenzó en 1974 con la publicación de su doble LP Bat-Hiru (1-3). El 2, con canciones de Brecht, había sido prohibido por la censura franquista. Luego siguieron el doble LP Lau-Bost (4-5) y el 6. Sus Lekeitios comprenden los discos 7 a 11, aunque sólo se publicó un recopilatorio de los mismos por su escasa comercialidad. Les siguió el 12 y Laboa se saltó el número 13 como homenaje al grupo Ez Dok Amairu, ya que este nombre significa «No hay trece» en euskera. Después publicó el 14, y sus discos en directo son el 15 y el 16. Sin contar una reedición de sus Lekeitios y un recopilatorio, su último disco publicado fue 17 (o Xoriek).
Su última colaboración fue con el grupo de hardcore Naizroxa, participando en la primera y última canción de su primer disco, Iqharaturic. Falleció en el hospital de San Sebastián, a la edad de 74 años.

## Reconocimientos

### Galardones
En febrero de 2000 le fue concedida la Medalla de Oro de la Universidad del País Vasco (UPV-EHU). Asimismo, la Diputación de Guipúzcoa le otorgó su propio galardón en noviembre de 2008, poco antes de su muerte.

### Espacios públicos
Desde el 31 de mayo de 2009 el municipio guipuzcoano de Usúrbil, con el que el músico mantenía una estrecha vinculación, le dedica una plaza. Una de las plazas del Campus de Leioa-Bizkaia de la UPV-EHU también lleva su nombre. 
En San Sebastián dos espacios  públicos llevan su nombre: en 2009 se inauguró la 'pasarela Mikel Laboa', que une el barrio de Riberas de Loiola con el Parque Cristina Enea; y el 1 de diciembre del 2018 se inauguró la 'plaza Mikel Laboa' en el barrio del Antiguo que solía frecuentar para charlar con sus amigos.

### Cátedra
En 2012 la UPV-EHU creó la cátedra Mikel Laboa con el objetivo de promover la investigación científica y la crítica sobre el arte vasco.

### Homenajes musicales
También pueden anotarse entre los reconocimientos musicales los discos Txerokee, Mikel Laboaren Kantak, editado en 1991, y Txinaurriak, publicado poco después de su muerte en el que diecinueve cantantes y grupos musicales interpretaban sus canciones; la versión a capela del Baga, biga, higa interpretada por Rosa Zaragoza, Elisa Serna y Julia León, publicada en 1990; la versión de su canción Ama hil zaigu del grupo donostiarra Le Mans publicada en su disco de 2003 Catástrofe n.º 17; la versión flamenca de Txoria txori grabada por el grupo Sonakay en 2016; o el séptimo disco del grupo de pop electrónico Delorean dedicado íntegramente a Laboa y publicado en 2017.

## Discografía

### Extended playsde la primera época
- Azken (1964)
- Ursuako kanta (1966)
- Bertolt Brecht, sobre textos de Bertolt Brecht (1969)
- Haika mutil (1969)

### Discos de larga duración

#### Estudio
- Bat-hiru, 1-3 (1974)
- Lau-bost, 4-5 (1980)
- Sei, 6 (1985)
- Hamabi, 12 (1989)
- Hamalau, 14 (1994)
- Xoriek, 17 (2005)

#### En directo
- Zuzenean, 15 (1997)
- Zuzenean II: Gernika, 16, con el Orfeón Donostiarra (2000)

#### Recopilatorios
- Euskal kanta berria, con los EP publicados entre 1964 y 1969 (1972)
- Lekeitioak, 7-11 (1988)
- 60ak+2, compilación de sus obras de los años 60 (2003)
- Mikel Laboa (1934-2008), incluye un DVD documental (2010)[7]